# Tephrolamia
Tephrolamia is een kevergeslacht uit de familie van de boktorren (Cerambycidae). De wetenschappelijke naam van het geslacht werd voor het eerst geldig gepubliceerd in 1901 door Fairmaire.

## Soorten
Tephrolamia omvat de volgende soorten:
- Tephrolamia borbonica Fairmaire, 1901
- Tephrolamia fasciculata (Aurivillius, 1922)